# Dendrerpetidae
Dendrerpetidae — викопна родина тетраподів групи темноспондили. Це одна із найдавніших і найпримітивніших груп темноспондилів. Вони були пристосовані до життя на суходолі ліпше за багато пізніших форм.

## Систематика

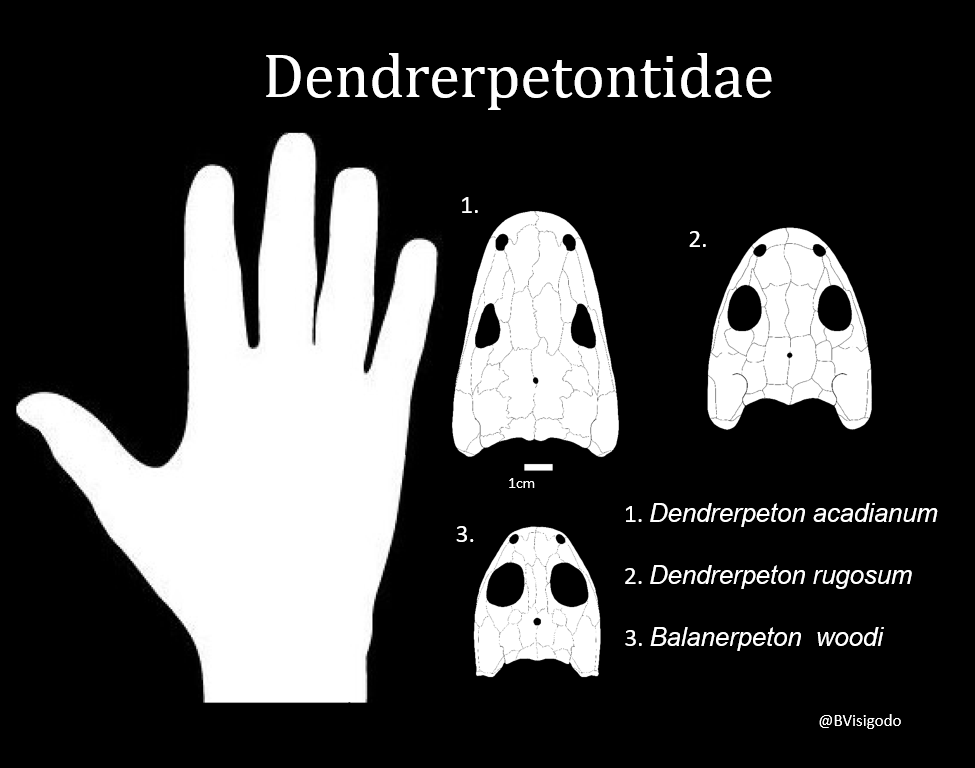
Порівняння розмірів черепів кількох представників роду

Dendrerpetidae вважаються базальними представниками Eutemnospondyli й, відтак, одними з найпримітивніших відомих темноспондилів. Щодо складу групи ведуться дебати. Не всі дослідники визнають приналежність до неї Balanerpeton, неоднозначні взаємовідносини між Dendrerpeton і Dendrysekos. Свого часу було запропоновано включення Eugyrinus і Caerorhachis, проте згодом обидві ідеї було відкинуто. Незалежно від того, кого із запропонованих вважати справжніми членами цієї клади, вона лишається однією з найдавніших відомих родин темноспондилів: усі вище перечислені роди відносять до карбону.